# Kurt-Peter Müller
Kurt-Peter Müller (Offenburg, 10 maart 1894 - Pfullingen, 11 februari 1993) was een Duitse officier en SS-Brigadeführer (brigadegeneraal) en Generalmajor in de Waffen-SS tijdens de Tweede Wereldoorlog. Hij was ook arts.

## Leven
Op 10 maart 1894 werd Kurt-Peter Müller in Offenburg wat in het groothertogdom Baden lag geboren. Zijn vader was de inspecteur van politie Philipp Müller en zijn vrouw Elisabeth (geboortenaam Bassauer). Kurt-Peter was een van de vier zonen. Kurt-Peters broer Fritz (30 juli 18882 te Offenburg) was ingenieur en docent en later directeur van de Ingenieur-Akademie Wismar in Wismar. Hij was ook lid van de NSDAP (nr.: 353 102). 
Na de lagere school ging Kurt-Peter Müller naar het gymnasium en behaalde in 1913 zijn Abitur. Müller ging medicijnen studeren aan de Christian Albrechts-Universiteit in Kiel.

### Eerste Wereldoorlog
Op 2 augustus 1914 meldde hij zich als Kriegsfreiwilliger (oorlogsvrijwilliger) aan in het Badisch leger. En hij werd geplaatst in het 4. Badisches Feld Art Rgt Nr 66. In 1915 volgde zijn overplaatsing naar de staf van de 2e afdeling van de Reserve-Feldartillerie-Regiments 55, en werd daar ingezet als ordonnans te paard. Müller vocht in Polen en Rusland. Van oktober 1915 tot februari 1916 kwam hij in verschillende militaire hospitalen terecht om reden van het syndroom van Da Costa. Na zijn herstel werd Müller geplaatst in het Ersatztruppenteil 5/6 van de Garde-Füselier-Regiment van het Pruisische Feldhaubitzbatterie 930 gestationeerd in Perzië. Hij raakte besmet met vlektyfus, na zijn ontslag uit het ziekenhuis werd Müller ingezet voor de etappedienst in Constantinopel.
Op 1 juli 1917 vroeg Müller overplaatsing naar de geneeskundige dienst, en werd vrijgesteld van de dienst als voorbereiding op het tentamen na het 4e semester. Aan het einde van de oorlog diende Müller in het Duitse militaire hospitaal in Constantinopel. 
In 1919 keerde hij terug naar Duitsland en verliet in januari het leger en vervolgde zijn studie medicijnen aan de Universiteit van Freiburg.

### Interbellum
Van maart 1919 tot eind 1920 was Müller lid van een vrijkorps. Op 9 april 1920 behaalde hij zijn diploma als arts. Na zijn diplomering ging Müller werken als een assistent voor het pathologisch-anatomisch afdeling in het ziekenhuis Hamburg-Eppendorf. 
Op 30 mei 1922 trouwde Müller met Magdalene Bergan. Het echtpaar kreeg drie zonen. Op 12 februari 1937 scheidden ze weer.
Müller verliet op 31 mei 1922 het ziekenhuis Hamburg-Eppendorf vanwege een geplande verhuizing naar het Portugees-Oost-Afrika. Aansluitend nam hij waar voor verschillende artsen in Hamburg, en werkte zes maanden op de verloskundig-gynaecologische afdeling van het Diaconessenhuis Freiburg. Hierna Müller verhuisde naar São Joaquim Da Costa Da Serra (Zuid-Brazilië), en runde daar een plattelandspraktijk. Hij overleefde een infectie van wonddifterie als gevolg van letsel tijdens het uitvoeren van een tracheotomie. In  1925 behaalde hij ook zijn officiële erkenning als arts in Brazilië. Van 1925 tot 1928 hij leidde samen met een partner een privé-kliniek in de stad Ribeirão Preto. Deze samenwerking mislukte, waarna Müller als huisarts in een kliniek met 18 bedden werkte. Hierna werkte hij voor tweeënhalf jaar als tropenarts in de rimboe voor een Britse firma, en verzorgde medische ondersteuning voor de tweeduizend medewerkers die een 200 kilometer lange spoorbaan bouwde.
Op 1 december 1934 werd Müller lid van de buitenlandse organisatie van de NSDAP/Landesgruppe Brasilien. Daar leerde hij de hoofdarts dr. Friedrich Karl Dermietzel van de SS-Verfügungstruppe (SS-VT) kennen. In 1936 keerde hij terug naar Duitsland, ook vanwege de opleiding van zijn drie zonen, "die naar mijn mening in Brazilië niet tot echte Duitsers kunnen worden opgevoed." Na zijn terugkeer naar Duitsland werd Müller lid van de Schutzstaffel (SS), en werd ingeschaald als SS-Mann en tegelijk bevorderd tot SS-Hauptsturmführer (kapitein). Hij kreeg de functie van SS-leider in de geneeskundige afdeling van de SS-Verfügungstruppe. Müller vervulde verschillende functie als arts binnen de SS-VT. Op 1 april 1939 werd hij met de waarneming van de functie belast als commandant van de SS-Ärztlichen Akademie (vrije vertaling: SS Geneeskundige Academie) in Berlijn. De academie werd later verplaatst naar Graz. Müller was daar ook actief als leidinggevende. Tijdens zijn dienst waren er ook proeven op concentratiekampgevangenen, die in veel gevallen dit niet overleefde. Tegelijk was Müller SS-leider in de Sanitätsstaffel  (vrije vertaling: geneeskundige squadrons) in Berlijn van de SS-Verfügungstruppe. Op 1 december 1939 werd hij als SS-Sturmbannführer (majoor) naar de Chef der Sanitätsamtes der Waffen-SS (vrije vertaling: geneeskundige ambt van de Waffen-SS) gecommandeerd. Deze afdeling stond onder het gezag van de SS-Brigadeführer dr. Ernst-Robert Grawitz. Midden 1940 werd Müller vanuit de Führerreserve geplaatst als divisiearts in de SS-Division "Reich".

### Tweede Wereldoorlog
In juni 1940 werd Müller vanuit de Führerreserve geplaatst als divisiearts in de SS-Division "Reich". Hierna werd hij benoemd tot commandant van de SS-Ärztlichen Akademie. Tijdens de opstelling van de SS-Freiwilligen-Gebirgs-Division werd Müller als divisiearts (IVb) ingezet. Van 1 april 1942 werd hij met de waarneming van de functie belast als hoofd geneeskundige officier bij de Höheren SS- und Polizeiführer "Serbien", de SS-Gruppenführer en Generalleutnant der Polizei August Meyszner in Belgrado. Op 5 mei 1942 volgde zijn overplaatsing naar de 7. SS-Freiwilligen-Gebirgs-Division Prinz Eugen als divisiearts (IVb), de geneeskundige afdeling was gestationeerd in Kraljevo. Deze eenheid, die voornamelijk uit zogenaamde Volksduitsers bestond, werd tot het einde van de oorlog actief ingezet bij acties tegen partizanen. Hierna volgde zijn overplaatsing naar het hoofdkwartier van het V SS Bergkorps. Van juli 1942 volgde zijn benoeming tot korpsarts van het V.Freiwilligen-Gebirgskorps. Tijdens zijn diensttijd in het bergkorps werd Müller bevorderd tot SS-Brigadeführer (brigadegeneraal) en Generalmajor in de Waffen-SS. Na de Slag om de Seelower Höhen en de omsingeling van het korps tijdens de Slag om Halbe raakte hij gewond door een schot door zijn rechter bovenarm heen en raakte daardoor in Hennickendorf in Russische krijgsgevangenschap.

## Na de oorlog
Van mei tot november 1945 lag Müller in het veldhospitaal in Sagan. In december 1945 werd hij daar vanuit overgeplaatst naar het kamp nr. 12 in Krasnogorsk. Om begin 1946 uiteindelijk in het generaalskamp in Tsjerntsy geplaatst te worden. Hierna werd Müller nog een keer overgeplaatst naar het kamp in Krasnogorsk. Op 27 juni 1950 moest hij zich verantwoorden voor een militaire rechtbank in Moskou en werd tot vijfentwintig jaar gevangenisstraf veroordeeld. Hij zat zijn gevangenisstraf in het generaalskamp uit en was daar als kamparts werkzaam.
Op 7 oktober 1955 werd Müller vrijgelaten en werd opgevangen in het doorgangskamp in Friedland. Hierna werkte hij tot zijn pensioen in 1965 voor de gezondheidsdienst in Reutlingen.
Volgens de informatie in het tijdschrift Der Kamerad vierde hij zijn 96e verjaardag met voormalige kameraden. Op 11 februari 1993 overleed Müller aan de gevolgen van een longontsteking.

## Carrière
Müller bekleedde verschillende rangen in zowel de Allgemeine-SS als Waffen-SS. De volgende tabel laat zien dat de bevorderingen niet synchroon liepen.
| Datums           | Badisch leger      | Allgemeine-SS       | Waffen-SS                            |
| ---------------- | ------------------ | ------------------- | ------------------------------------ |
| 2 augustus 1914  | Kriegsfreiwilliger | —                   | —                                    |
| 1 januari 1915   | Meldreiter         | —                   | —                                    |
|                  | Gefreiter          | —                   | —                                    |
|                  | Unteroffizier      | —                   | —                                    |
| 1 juli 1918      | Feldunterartz      | —                   | —                                    |
| 1 januari 1937   | —                  | SS-Mann             | —                                    |
| 1 januari 1937   | —                  | SS-Hauptsturmführer | —                                    |
| 20 april 1938    | —                  | SS-Sturmbannführer  | —                                    |
| 1 januari 1940   | —                  | —                   | SS-Obersturmbannführer der Waffen-SS |
| 1 september 1940 | —                  | —                   | SS-Standartenführer der Waffen-SS    |
| 9 november 1942  | —                  | —                   | SS-Oberführer der Waffen-SS          |
| 9 november 1944  | —                  | SS-Brigadeführer    | Generalmajor der Waffen-SS           |

## Lidmaatschapsnummers
- NSDAP-nr.: 3 592 299[12] (lid geworden 1 december 1934[7][3])
- SS-nr.: 278 038[12] (lid geworden 1 januari 1937[7][3][1])

## Onderscheidingen
Selectie:
- Orde van de Kroon van Koning Zvonimir, 1e Klasse Zwaarden op 20 april 1943[3][2]
- IJzeren Kruis 1914, 2e Klasse (21 januari 1918[3][11])
- IJzeren Kruis 1939, 1e Klasse (14 juni 1943[3][2])
- Herhalingsgesp bij IJzeren Kruis 1939, 2e Klasse (12 juli 1944[3][2])
- IJzeren Halve Maan op 30 oktober 1918[3][11]

## Publicatie
- (de)  Kurt-Peter Müller. Erinnerungen.